# ヴィルヘルム・キューン
ヴィルヘルム・キューン（Peter Vilhelm Carl Kyhn、1819年3月30日 - 1903年5月11日）はデンマークの風景画家である。デンマークの美術史において、19世紀初めの「デンマーク黄金時代」と呼ばれる時代の後の画家で、18世紀後半のデンマークの芸術運動「近代の突破」(Modern Breakthrough)の間をつなぐ時代の画家である。美術学校で教え、女性のための絵画学校では、アンナ・アンカーらを育てた。

## 略歴
コペンハーゲンに生まれた。両親に芸術家となるのを反対され、商業を学ばされるが、その後、銅版画家ホフマン(Georg Hoffmann)のもとで学ぶことは許された。1836年にデンマーク王立美術院で学ぶことができ、1840年に石膏モデルのクラス、1841年にモデルを描くクラスに入り、「デンマーク黄金時代」の画家、エッカースベルグ（エガスベア、Christoffer Wilhelm Eckersberg)やルンド(Johan Ludwig Lund)に学んだ。彼らの他に、「ナショナル・ロマンティシズム」（national romanticism）を推進した、美術史家、批評家のホイエン(Niels Lauritz Høyen)の影響も受けた。
1843年に人物画で展覧会で入選したが、その頃、デンマークで盛んになってきた風景画に転じ、ボーンホルム(Bornholm)の海岸を描いた絵を描いて出展し、これはデンマーク王立絵画コレクション(後のDanish National Gallery)に買い上げられた。1845年に展覧会、Neuhausenske Konkursで賞を受けた。ユトランドやシェラン島の北部の風景画を描いていたが、国外に出ることを望み、1848年に奨学金を得るが、デンマークをめぐる政情の不安定さから出発は1850年まで遅れた。
オランダ、ベルギーを旅して1850年の春、パリを訪れ、9月にはイタリアを訪れ、1851年6月に帰国した。その後もデンマークの風景を描き続けた。1863年以降、デンマークの夏の夕暮れの風景を題材に選んだ。シルケボー付近の風景画を描き、夏の期間はユトランド半島の丘、ヒメルビェアウエズ(Himmelbjerget)で過ごしその風景を描いた。
1850年代から美術学校で教え始め、1870年に美術アカデミーの会員となり、1873年から1888年の間はシャーロッテンボーで開かれる展覧会の委員を務め、1877年のパリ万国博覧会の展示委員も務めた。フランスなどで学んだ若い芸術家と対立することもあった。1882年にペーダー・セヴェリン・クロイヤーやテオドア・フィリップセンの絵画を認めない事を示すために、王立アカデミーを退会したこともあった。
1871年から1895年の間、キューンのスタジオは、若いアカデミーの教育に不満を持つ画家たちが集まる場所となり、182年個人学校（"Kunstnernes Frie Studieskoler"）となった。1865年から1895年の間は当時絵を学ぶ場の無かった、女性のための画学校も運営し、75人以上の女性を教えた。その中には、アンナ・アンカー、エミリー・ムント、マリ・ルプラウらがいた。

## キューンの作品

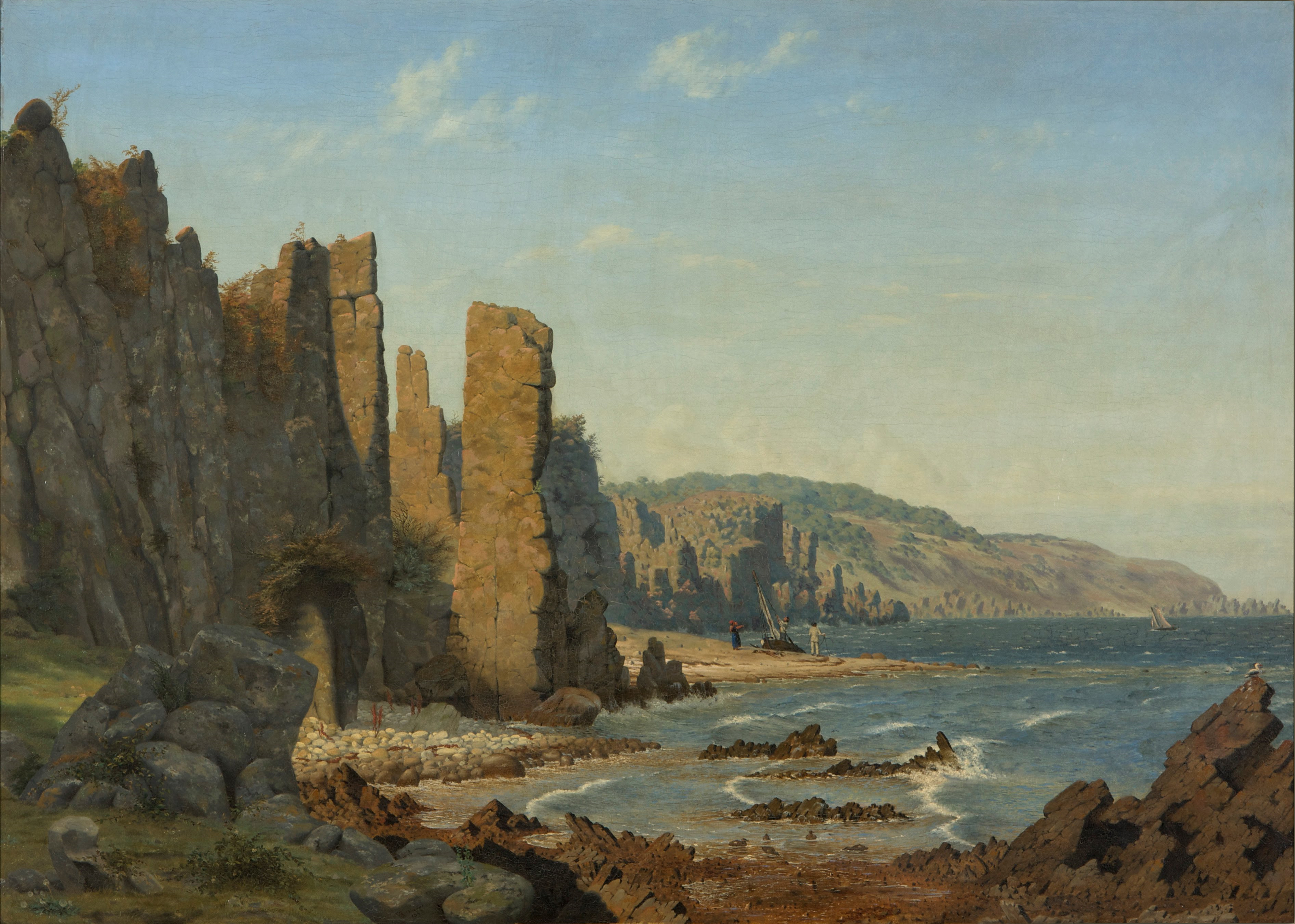
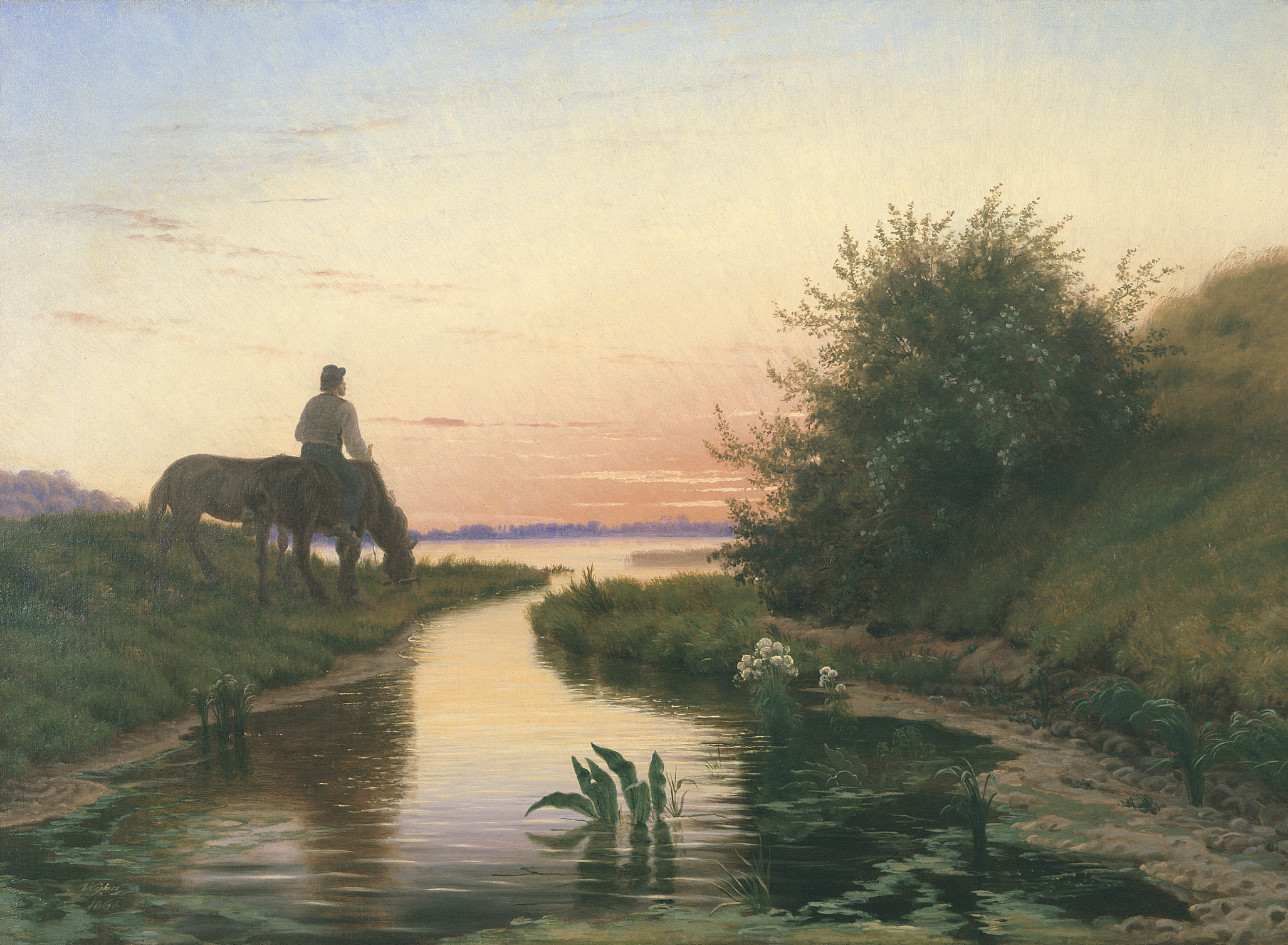
夕暮れ (1861)
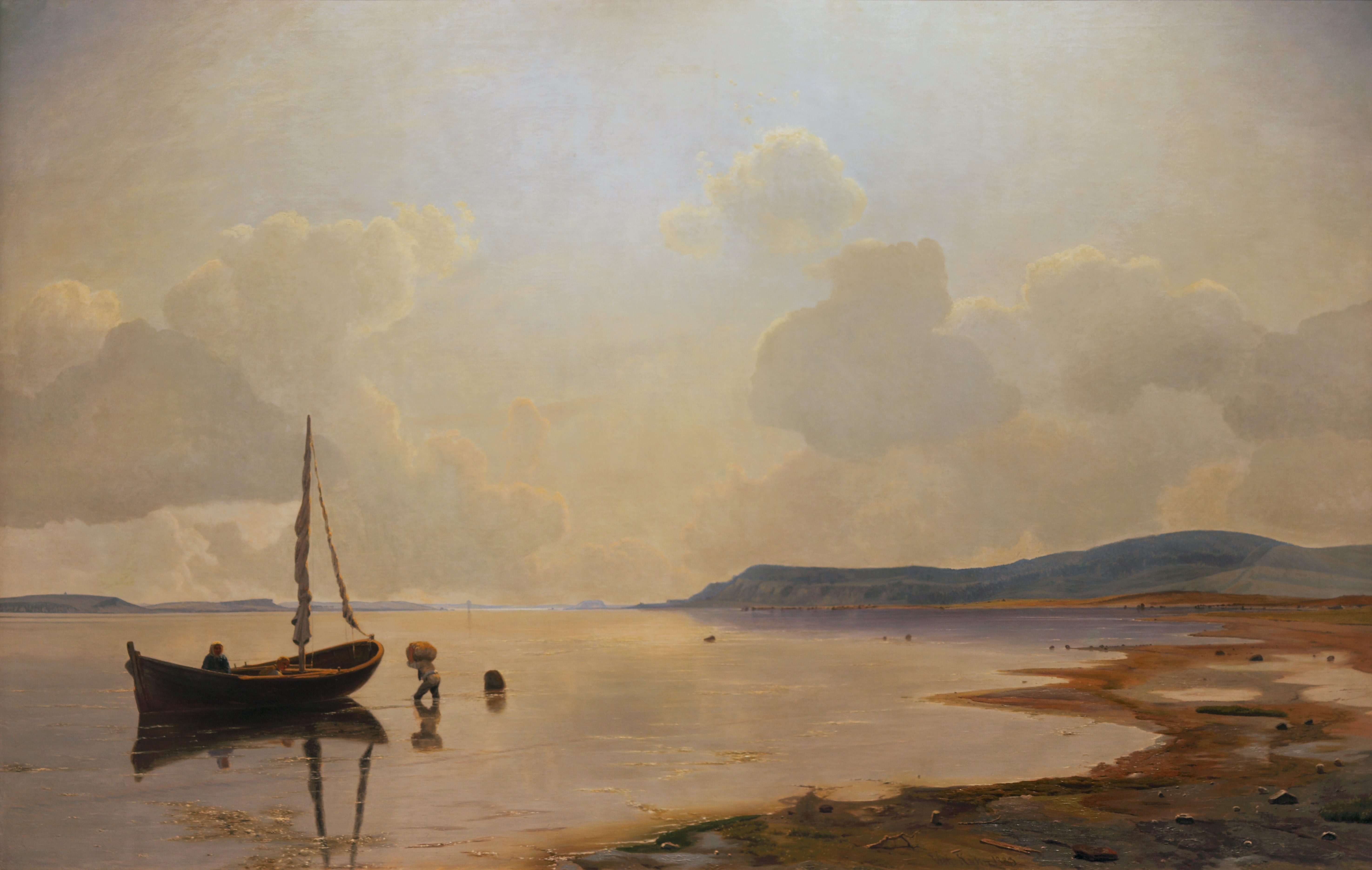
"Ved Issefjorden" (1883)